# Aoandon
Aoandon, ou Aoandõ (青行灯 ou 青行燈,Andon azul, em japonês) é um youkai japonês. Ilustrado por Toriyama Sekien. É um espírito que representa as cerimônias de agradecimento, Hyakumonogatari Kaidankai. Durante as cerimônias, as velas são postas dentro de uma lanterna Andon de papel azul, para criar um clima de mistério.